# ديرموت كورتيس
ديرموت كورتيس (بالإنجليزية: Dermot Curtis)‏ (26 أغسطس 1932 بدبلن في جمهورية أيرلندا - 1 نوفمبر 2008 في المملكة المتحدة) هو لاعب كرة قدم أيرلندي في مركز الهجوم. شارك مع منتخب جمهورية أيرلندا لكرة القدم. أما مع النوادي، فقد لعب مع إيبسويتش تاون ونادي إكزتر سيتي ونادي بريستول سيتي ونادي توركي يونايتد ونادي شيلبورن وBideford A.F.C. ‏ ودوري أيرلندا الحادي عشر ‏.

## وصلات خارجية
- ديرموت كورتيس على موقع قاعدة بيانات كرة القدم.إي يو (الإنجليزية)
- ديرموت كورتيس على موقع ناشيونال فوتبول تيمز (الإنجليزية)